# Amphidrina pexicera
Amphidrina pexicera är en fjärilsart som beskrevs av George Francis Hampson 1909. Amphidrina pexicera ingår i släktet Amphidrina och familjen nattflyn. Inga underarter finns listade i Catalogue of Life.